# Бадаянц Тимофій Петрович
Тимофій Петрович Бадаянц (10 листопада 1938, Горлівка — 27 серпня 2021, Київ) — український архітектор вірменського походження, член Національної спілки архітекторів України та її правління. Автор понад 100 проєктів, планів та комплексів у різних країнах світу, зокрема Україні, Ємені, Вірменії тощо.
Понад 30 років — генеральний директор Студії неординарного проєктування Міжнародної академії архітектури (1990—2021). Протягом 16 років — головний архітектор та начальник управління містобудування Державного комітету будівництва, архітектури та житлової політики України (Держбуд України). В.о. голови Київської вірменської громади (2014) та член її правління.

## Життєпис
Народився 10 листопада 1938-го року у місті Горлівка на Донеччині у великій родині біженців від геноциду вірменів. Батько родом з Карсу, мати — з Ерзуруму.
Служив у лавах радянської армії. Після демобілізації вступив до архітектурного факультету Київського інженерно-будівельного інституту. Під час навчання працював на будівництвах Казахстану, Росії, Чехословаччини. Закінчив інститут у 1970-му році.
Протягом 15-ти років працював у проєктних установах Києва: п'ять років у Проєктному інституті КДБ при Раді міністрів СРСР, десять років — у Науково-дослідному і проєктному інституті містобудування. Три роки обіймав посаду головного інженера Міністерства будівництва Ємена, створив генеральні плани Адена, Ель-Мукалли.
У 1988-му році брав участь у ліквідації наслідків Спітакського землетрусу, розробив проєкти будівництва житлових мікрорайонів Тарон-1 і Тарон-2 у Кіровакані. З 1990-го року — директор Студії неординарного проєктування Міжнародної академії архітектури.
З кінця 1990-х років — головний архітектор та начальник управління містобудування Державного комітету будівництва, архітектури та житлової політики України (Держбуд України), на цій посаді — 16 років. Протягом трьох років — заступник генерального директора-начальник управління проєктів НСК «Олімпійський».

Могила Тимофія Бадаянца та його дружини, Байкове кладовище

Нагороджений багатьма грамотами та нагородами, зокрема медаллю «Ветеран праці».
Помер на 83-му році життя 27 серпня 2021-го року. Похований разом з дружиною на Байковому кладовищі.

### Родина
Наймолодша дитина у великій українсько-вірменській родині. Один із братів — багаторічний директор Донецької обласної філармонії Іван Бадаянц (1931—2002).
Дружина — філологиня, педагог Київського національного лінгвістичного університету Ганна (Анаїда) Бадаянц (1948—2008). Виховали трьох синів та доньку. Один із синів — архітектор Павло Бадаянц (нар. 1972).

## Наукова та громадська діяльність
Автор понад 100 проєктів, планів та комплексів у різних країнах світу, зокрема Україні, Ємені, Вірменії тощо. Автор наукових робіт, збірок власних поезій. Керівник авторського колективу щодо розробки проєктної документації на будівництво комплексу Вірменської апостольської церкви у Києві.
Член правління Київської вірменської громади, у 2014-му році — в.о. голови громади. Радник голови Дніпровської районної в місті Києві державної адміністрації.
Член архітектурно-містобудівної ради Міністерства регіонального розвитку та будівництва України. Член Національної спілки архітекторів України та її правління, асоціативний член Української академії архітектури.

## Науковий та творчий доробок (частковий)
- Бадаянц Т. П., Велигоцкая Н. И. «В честь Горловского вооруженного восстания 1905 года» // Строительство и архитектура. — 1983. — № 10.
- Бадаянц Т. П. «Пути повышения комплексности застройки» / Т. П. Бадаянц, С. И. Лапоногов // Строительство и архитектура. — 1988. — № 7.
- «Точка перемен» [Текст]: [сб. стихов] / Тимофей Бадаянц. — Киев: [б. и.], 2010. — 109, [2] с.
- «Путь сладкого греха» [Текст]: [сб. стихов] / Тимофей Бадаянц. — Киев: Макрос, 2011. — 156, [3] с.
- «Восьмое чудо света» [Текст]: [поэзия] / Тимофей Бадаянц. — Киев: Феникс, 2013. — 215 с.

## Архітектурні проєкти
- науково-проєктне обґрунтування та генеральний план Державного історико-культурного заповідника «Трахтемирів» (село Трахтемирів)
- концептуальний проєкт Льодового стадіону (Київ, проспект Академіка Глушкова, 9)
- Вірменська апостольська церква (Київ; у процесі будівництва)
- проєкт бізнес-парку (Київ, проспект Валерія Лобановського, 190)
- генеральний план торговельно-офісного та житлового комплексу із 6-поверховим паркінгом (Київ, вулиця Антоновича, 54)
- генеральний план соціально-культурного центру (Київ, вулиця Хорива, 25)
- реконструкція будинку № 6 по Ірининській вулиці (Київ)
- реконструкція проспекту Миколи Бажана (Київ)
- проєкти будівництва житлових мікрорайонів Тарон-1 і Тарон-2 (Кіровакан)
- житлові будинки, клуб (Калінінград)
- генеральні схеми розселення України та Молдови
- генеральні плани Адену, Ель-Мукалли (Ємен)